# Křivatec rolní
Křivatec rolní (Gagea villosa) je nízká, planě rostoucí cibulovitá rostlina kvetoucí velmi brzy z jara žlutozelenými květy.

## Výskyt
Vyrůstá hlavně na jihu Evropy a dále již řidčeji ve střední a východní Evropě, v Malé a Střední Asii a na severu Afriky. V České republice se tento světlomilný druh vyskytuje jen roztroušeně v nížinách až středních polohách, především v nejteplejších oblastech.

## Popis
Vytrvalá bylina vysoká od 5 do 20 cm se dvěma nestejně velkými cibulemi ve společném obalu s krátkými kořeny. Z cibule vyrůstá jeden nebo dva úzce čárkovité (asi 5 mm široké), jednožilné, ploché vztyčené listy lodyhu vysoko přerůstající a jedna načervenalá lodyha s obvykle dvěma širšími, na okraji pýřitými lodyžními listy vyrůstajícími pod květenstvím. Výše, téměř v přeslenu, jsou listeny z jejíchž paždí rostou květy seskupené do zdánlivého okolíku. Druhovým poznávacím znamením je větší množství květů (až 15) a jejich hustě chlupaté, nestejně dlouhé květní stopky. Okolo hlavní rostliny vyrůstají z vedlejších, nekvetoucích cibulek nitkovité, poněkud tlusté, u země načervenalé listy. Rostlina je náročná na sluneční světlo, na zastíněném stanovišti nevykvétá.

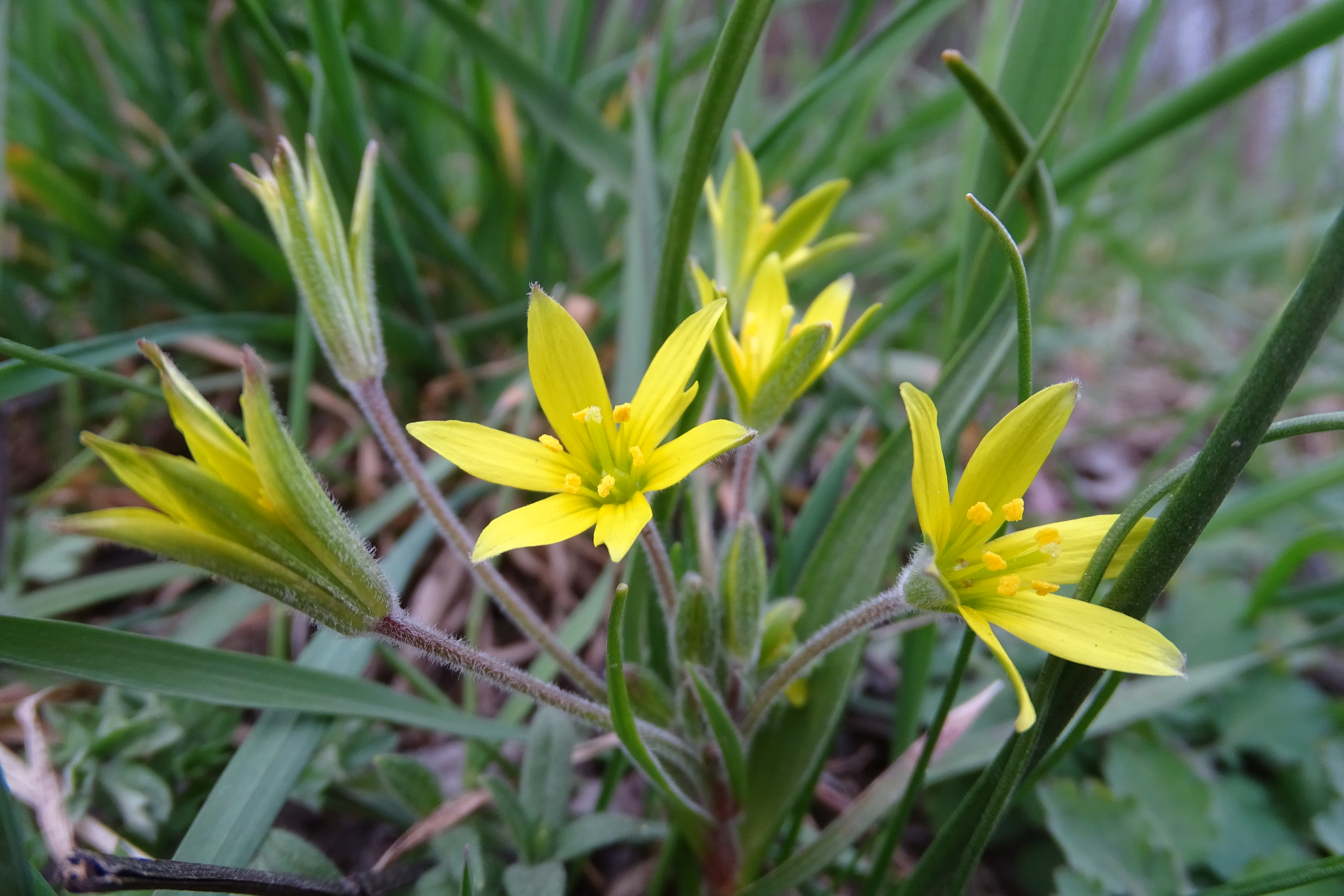
Detail květu křivatce rolního

Oboupohlavný květ, mající v průměru 1,5 až 2 cm, má ve dvou přeslenech 6 volných špičatých okvětních lístků které jsou z vnitřní strany citrónově žluté a z vnější nazelenalé a chlupaté. Ve květu je 6 volných tyčinek se žlutými prašníky, synkarpní gyneceum je složeno ze 3 plodolistů, semeník je svrchní s dlouhou čnělkou a trojklanou bliznou. Vykvétá v březnu až květnu. Opylovány jsou hmyzem.
Plody jsou tříhranné tobolky s mnoha drobnými oválnými semeny s masitými přívěsky, v našich podmínkách rostlina vykvétá vzácně a ještě vzácněji vytváří plody. Někdy se v paždí lodyžních listů vytvářejí drobné rozmnožovací cibulky. V zemi vedle mateční cibule obvykle vyrůstají dvě až více drobných cibulek.

## Rozmnožování
Rostlina začíná růst velice brzy, již koncem zimy nebo počátkem jara vyráží z cibulky listy a květonosná lodyha. Koncem května semena dozrávají a nadzemní část rostliny usychá, přežívají dále jen cibulky a případná semena.
Rozmnožuje se většinou drobnými cibulkami vyrostlými v půdě z mateřské cibule které se při zpracování půdy lehce odlamují nebo cibulkami vyrostlými u listů na lodyze. Zralá semena s masitými přívěsky roznášejí po okolí mravenci.

## Význam
V minulosti se vyskytoval často na polích jako vytrvalý plevel především v ozimech a ve vytrvalých pícninách. V písčitých půdách byl díky silnému vegetativnímu rozmnožování hojným plevelem, kulturním rostlinám odebíral vláhu a živiny. Nyní silně ustupuje a je nejspíš ke spatření v sušších trávnicích na místech s narušeným drnem, na mezích, v křovinách nebo na ruderálních stanovištích, především však v suchých a živinami bohatých, vesměs vápnitých půdách.
V Seznamu cévnatých rostlin České republiky je z důvodů klesajících počtů lokalit druhu zařazen do kategorie (C2) mezi ohrožené druhy.